# Kocshang, Hvaszun és Kanghva dolmenjei
Kocshang, Hvaszun és Kanghva dolmenjei (hangul: 고창 화순 강화 지석묘군, Kocshang, Hvaszun, Kanghva csiszokmjogun, handzsa: 高敞 和順 江華 支石墓群, RR: Gochang Hwasun Ganghwa Jiseongmyogun) Dél-Korea világörökségi helyszínei, ahol több száz dolmen található. Ázsiában, más források szerint az egész világon a Koreai-félszigeten található a legtöbb dolmen. 
Koreában a dolmenépítés szokása a bronzkorban terjedt el, Kocshang (Gochang) egyes építményei i.e. a 7. századból származnak. Hvaszun (Hwasun) dolmenjeit i.e. az 5-6. századra teszik, a kanghva (ganghwa)iak korát nem sikerült pontosan megállapítani, de valószínűleg régebbiek. A koreai dolmenek valószínűleg temetkezési szertartásokhoz kapcsolódtak.

## Kocshang(Gochang)
Az Észak-Csolla (Észak-Jeolla) tartományban található kocshang (gochang)i dolmenek mintegy 8,38 hektáron terülnek el, a leginkább elkülönülő, úgynevezett Csungnim-ri (Jungnim-ri)-dolmencsoport a legnagyobb közülük, Meszan (Maesan) falu közelében. Az úgynevezett tetőkövek hossza itt 1–5,8 méter és akár a 300 tonna súlyt is elérhetik. Összesen 442 dolment regisztráltak itt.

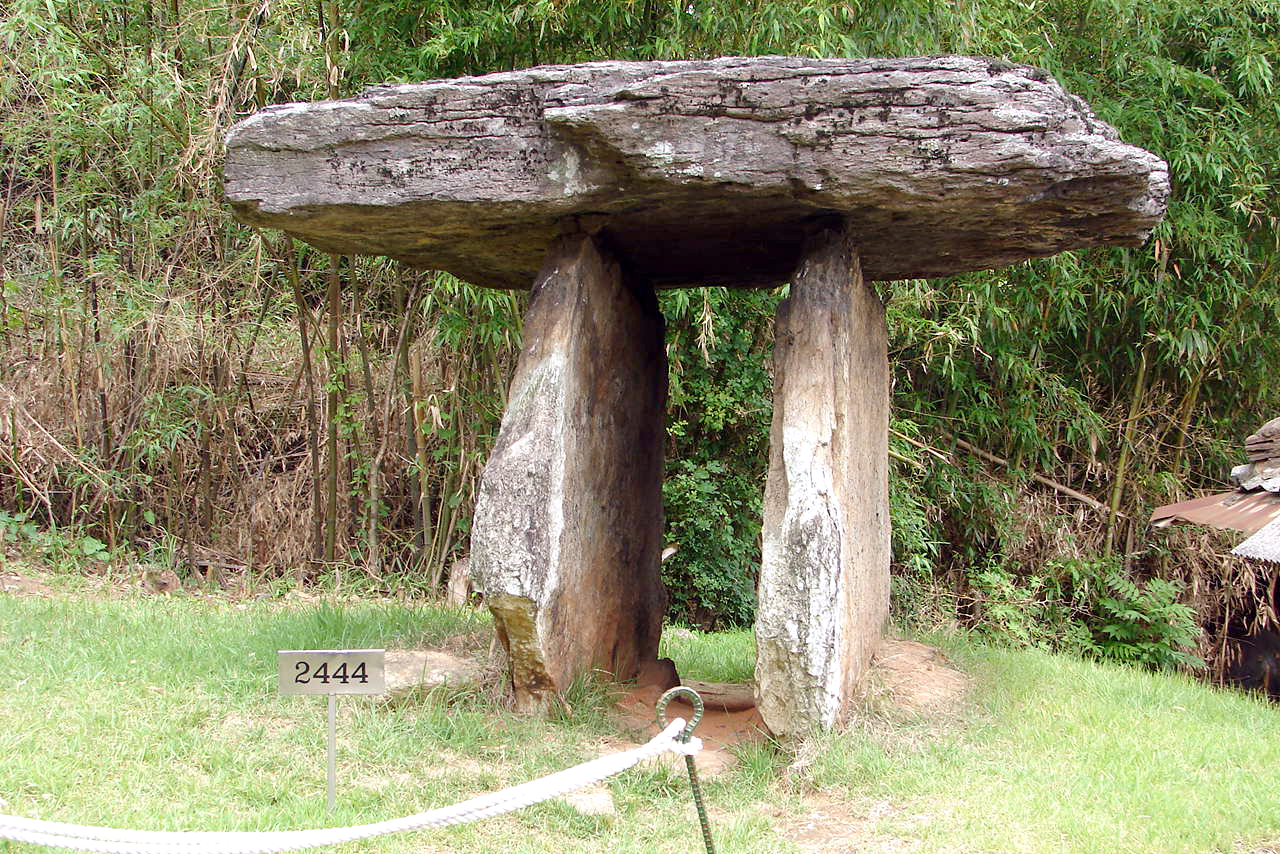
kocshang (gochang)i dolmen
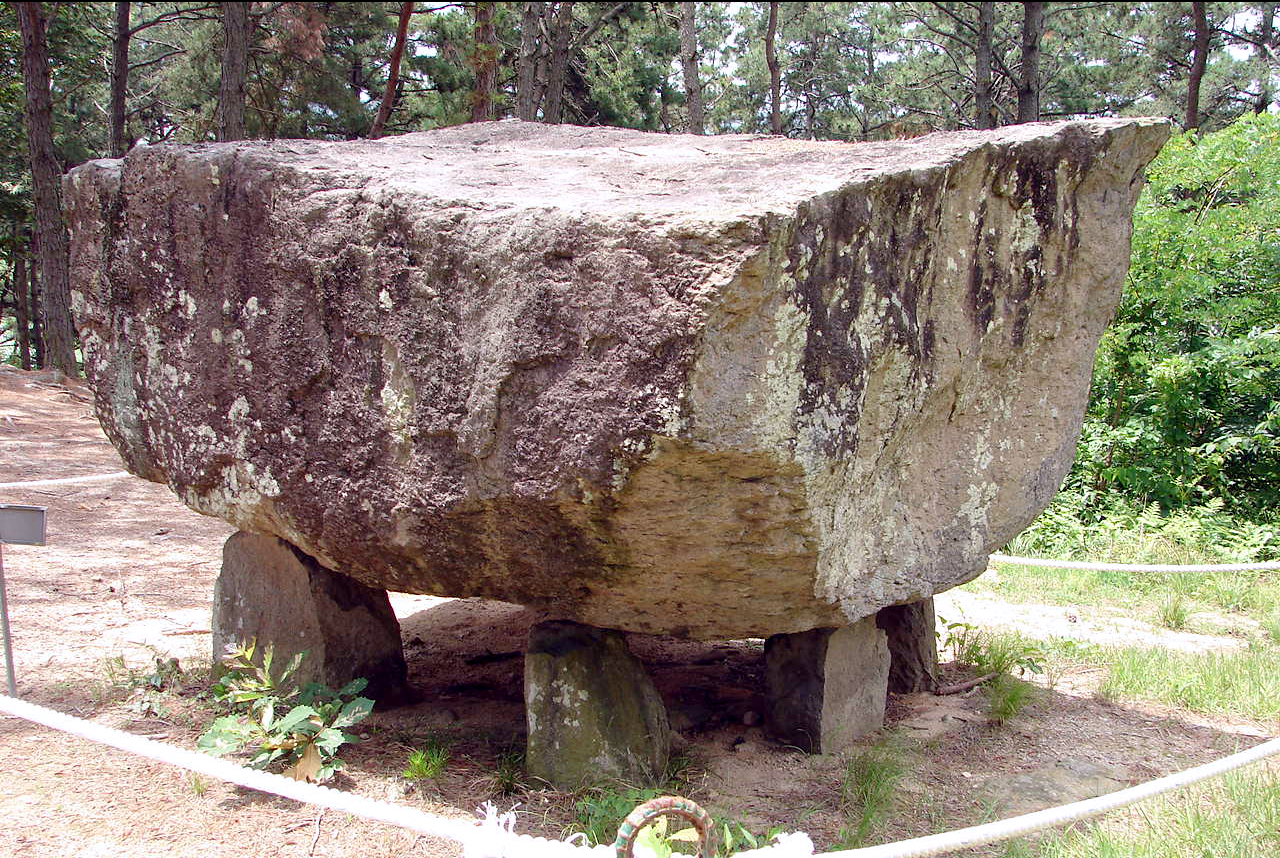
Egyike a meszani-csoportból

## Hvaszun(Hwasun)
A Hvaszun (Hwasun) dolmencsoport a Csiszokkang (지석강, Jiseokgang) folyó partján terül el domblejtőkön, Dél-Csolla (Dél-Jeolla) tartományban, 31 hektáron. Összesen 596 dolmen található itt, köztük Korea legnagyobb kőlapjával. Ennek a csoportnak a dolmenjei nem maradtak meg olyan épen, mint a kocshang (gochang)iak.

## Kanghva(Ganghwa)
Az Incshon (Incheon)hoz tartozó Kanghva (Ganghwa)-szigeten 12,27 hektáron található dolmencsoport tagjai 7,1 méter hosszúak és 2,6 méter magasak, valamint szokatlan módon a tengerszint felett 100–200 méterrel helyezkednek el. Körülbelül 120 dolmen található itt.

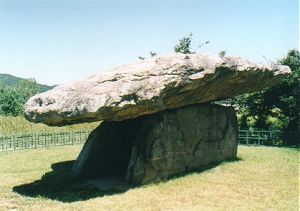
kanghva (ganghwa)-szigeti dolmen
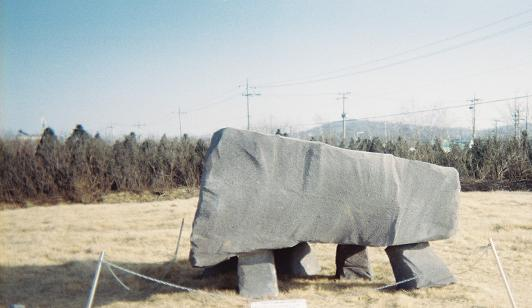
Egy másik dolmen